# Groupe Managem
 (septembre 2017).
Le Groupe Managem est une société marocaine créée en 1930, opérant dans le secteur des mines et de l’hydrométallurgie. Son activité comprend l’extraction, la valorisation et la commercialisation des métaux de base, des métaux précieux, du cobalt et d’autres minerais, au Maroc et dans plusieurs pays d'Afrique.

## Historique

### 1930-1980: Une entreprise minière
Après la découverte d’un gisement de Cobalt à Bou-Azzer en 1928, la première mine du groupe, destinée à la production de concentré de cobalt, commence son activité en 1930.
En 1932, Managem diversifie ses activités à travers le développement des projets miniers de manganèse à Aoulouz. La même année, le groupe lance des travaux de prospection de fer à Tanguerfa. Dix ans plus tard, il lance l’exploitation du manganèse de Tiouine.
En 1949 la Société des Mines de Bouskour est créée dans le but d’exploiter un gisement de cuivre, situé dans la région de Ouarzazate. En 1954, Managem fait l’acquisition d’actions dans une société exploitant du plomb à Kasbat Tadla. Six ans plus tard, le groupe crée la société de Fluorine SAMINE.
En 1969, Managem crée la société SMI, et commence la valorisation des haldes argentières d’Imiter. Le groupe lance le développement du gisement de cuivre de Bleida en 1976.

### Années 1980: Structuration et modernisation de l’activité minière
Afin de structurer et de moderniser son activité minière, Managem met en place des structures d’ingénierie, de sondages et de travaux souterrains, pour appuyer les activités opérationnelles du groupe. Dans la même période, l’activité R&D voit le jour et le projet de cuivre de la mine de Bleida, est entièrement conçu et réalisé.
Années 1990 : développement de projets d’envergure et intégration en aval dans la chaîne de valeur
Les années 1990 ont été marquées par le démarrage de la mine de Guemassa, la plus importante mine polymétallique au Maroc, avec un investissement de 1 milliard de DH.
Le groupe commence la production des cathodes de cobalt à haute pureté à partir de la valorisation hydrométallurgique des haldes et des concentrés de la mine de Bou-Azzer. Il fait l’acquisition de la Société Métallurgique d’Imiter.
Managem procède dans la même période au regroupement des participations minières au sein du Holding Managem.

### Années 2000: Développement international
Managem développe plusieurs projets internationaux, notamment en Afrique (Guinée, Niger, Burkina Faso, Gabon, République Démocratique du Congo…).
Les années 2000 ont également été marquées par le démarrage de l’activité aurifère du groupe à Akka et par son introduction en bourse.

### Années 2010: Accélération du développement du groupe
En 2010, Managem procède à la signature d’une convention minière avec l’État gabonais, et crée la société Managem International For Mining Company Ltd, détenant le permis d’exploitation d’or au Soudan.
Lors du dernier semestre de l’année suivante, démarre la production du site aurifère de Bakoudou, au Gabon.
En 2013, la production de cuivre à Jbel Laassal et d’argent dans le projet d’extension d’Imiter démarre. L’usine de production d’acide sulfurique à Guemassa est lancée.
En 2014, Managem commence la production de cuivre dans le projet Oumejrane.
En 2018, le chiffre d’affaires de Managem s’élève à 500 millions d’euros selon les chiffres publiés par le groupe. Son siège international est à Zoug, en Suisse, la ville où la politique fiscale est la plus faible du pays.

### Années 2020: Cap sur le cobalt
En juin 2022, Managem signe un accord avec Renault pour un approvisionnement durable en cobalt,.
Afin de répondre à la demande en batteries électriques pour automobiles (Renault ou BMW), Managem indique en 2023 vouloir créer une usine de traitement de sulfate de cobalt dans le complexe industriel de Guemassa, situé à 60 km de Marrakech. L'objectif est de l'inaugurer en 2025.
En juillet 2023, une enquête du média Reporterre rapporte les mauvaises conditions de travail des salariés d'une filiale de Managem, chargée d'exploiter du cobalt. L'enquête évoque en parallèle que l'extraction du métal empoisonne les eaux de la région et menace la vie des oasis situés à proximité. L'agence Reuters évoque des taux d'arsenic élevés au sujet de la mine de Bou Azzer mais Managem se défend au printemps 2024 en expliquant que ces taux sont logiques dans le cadre d'une exploitation d'une mine riche en arséniure de cobalt.

En juin 2024, le groupe acquiert la filiale marocaine du britannique Sound Energy pour 45,2 millions de dollars, dans le but de se diversifier en créant un pôle pour le gaz naturel industriel,.

## Au Maroc
| Site                                    | Localisation                             | Produit                                                                                       |
| --------------------------------------- | ---------------------------------------- | --------------------------------------------------------------------------------------------- |
| Mine d’El Hammam                        | 63 km au sud de Meknès                   | Fluorine CaF2 – Acid Grade                                                                    |
| Mine polymétalliques de Hajar           | 35 km au sud de Marrakech                | Concentrés de Zinc, Oxyde de Zinc, Concentrés de Plomb et de Cuivre                           |
| Mine Draa Sfar                          | 13 km au nord de Marrakech               | Concentrés de Zinc, Oxyde de Zinc, Concentrés de Plomb et de Cuivre                           |
| Complexe hydrométallurgique de Guemassa | 30 km au Sud de Marrakech                | Cathodes de Cobalt à une pureté de 99,3 %, Oxyde de cobalt, Oxyde de Zinc, Sulfate de sodium. |
| Mine d'Oumjrane                         | 90 km de Zagora                          | Cuivre                                                                                        |
| Mine de Bou-Azzer                       | 120 km au Sud de Ouarzazate              | Cobalt                                                                                        |
| Mine d'Imiter                           | 150 km à l'Est de Ouarzazate ' non sur ' | Anodes d'argent                                                                               |
| Mine d'Akka                             | 180 km au Sud-Ouest d'Agadir             | Concentrés de cuivre                                                                          |

## A l'international
Managem développe de nombreux projets dans 9 pays d’Afrique (Maroc, Gabon, République Démocratique du Congo, Soudan, Burkina Faso, Mali, Guinée, Côte d’Ivoire et Ethiopie). En 2016 et 2017, Managem a conclu un partenariat avec Avocet Mining PLC, portant sur le développement de la mine d’Or de « Tri-K » en République de Guinée, et un autre avec l’opérateur Wanbao Mining, pour un projet de Cuivre en RDC.

## Activités et chiffres-clés
Managem Group est présent sur l’ensemble de la chaine de valeur de l’exploitation minière, de l’exploration, à la commercialisation en passant par l’ingénierie et la gestion de projet.

## Produits
- - Lingots d’argent
  - Lingots d’or
  - Concentré de cuivre
  - Concentré de zinc
  - Concentré de plomb
  - Cathode de cobalt
  - Fluorine
  - Oxyde de zinc
  - Trioxyde d'arsenic
  - Hydroxyde de nickel
  - Sulfate de cuivre
  - Sulfate de sodium
  - Acide sulfurique
  - Oxyde de Fer